# Ghiacciaio Noble
Il ghiacciaio Noble è un ghiacciaio situato sull'Isola di re Giorgio, nelle Isole Shetland Meridionali, a nord del termine della Penisola Antartica. Il ghiacciaio si trova in particolare nella parte occidentale della costa meridionale dell'isola, dove scorre verso est, lungo il versante orientale di colle Flagstaff, sulla penisola Keller.

## Storia
Il ghiacciaio Noble è stato mappato durante la spedizione francese in Antartide svoltasi dal 1908 al 1910 al comando di Jean-Baptiste Charcot, ed è stato così battezzato nel 1960 dal comitato britannico per i toponimi antartici in onore del glaciologo britannico Hugh M. Noble, del British Antarctic Survey, al tempo ancora chiamato "Falkland Islands Dependencies Survey", che nel 1957, durante una spedizione nella baia dell'Ammiragliato, effettuò studi dettagliati sui flussi dei ghiacciai Flagstaff e Stenhouse.